# Ectobius jarringi
Ectobius jarringi är en kackerlacksart som först beskrevs av Hanitsch 1938.  Ectobius jarringi ingår i släktet Ectobius och familjen småkackerlackor. Inga underarter finns listade i Catalogue of Life.